# 나우루의 코로나19 범유행
다음은 나우루의 코로나19 범유행 현황에 대한 설명이다.
바이러스는 2022년 4월 2일 나우루에 도달한 것으로 확인되었다.

## 배경
세계보건기구(WHO)는 12일 2019년 12월 31일 처음 WHO의 주목을 받았던 중화인민공화국 후베이성 우한시의 한 집단에서 신종 코로나바이러스가 호흡기 질환의 원인임을 확인했다. 이 군단은 처음에 우한화난수산물도매시장과 연결되어 있었다. 그러나 실험실 확정 결과가 나온 그 첫 사례들 중 일부는 시장과 연관성이 없었고, 전염병의 근원은 알려져 있지 않다.
12월 14일, 역사적인 사건이 선박에서 확인되었는데, 이 사건은 선내에 남아 있었기 때문에 나우루에 입항한 것으로 간주되지 않다.

2022년 5월 2일 기준으로 WHO에 보고된 코로나19 확진자는 5명이며, 22,976명의 백신이 투여되었으며, 이는 2회 접종으로 인구의 79%, 부스터 접종으로 49%를 차지한다.
2023년 7월, 정부는 코로나19 태스크포스를 해체하고 코로나19 환자를 나우루 공화국 병원으로 전환했다.

## 같이 보기
- 오세아니아의 코로나19 범유행